# Dorfkirche Heinersbrück

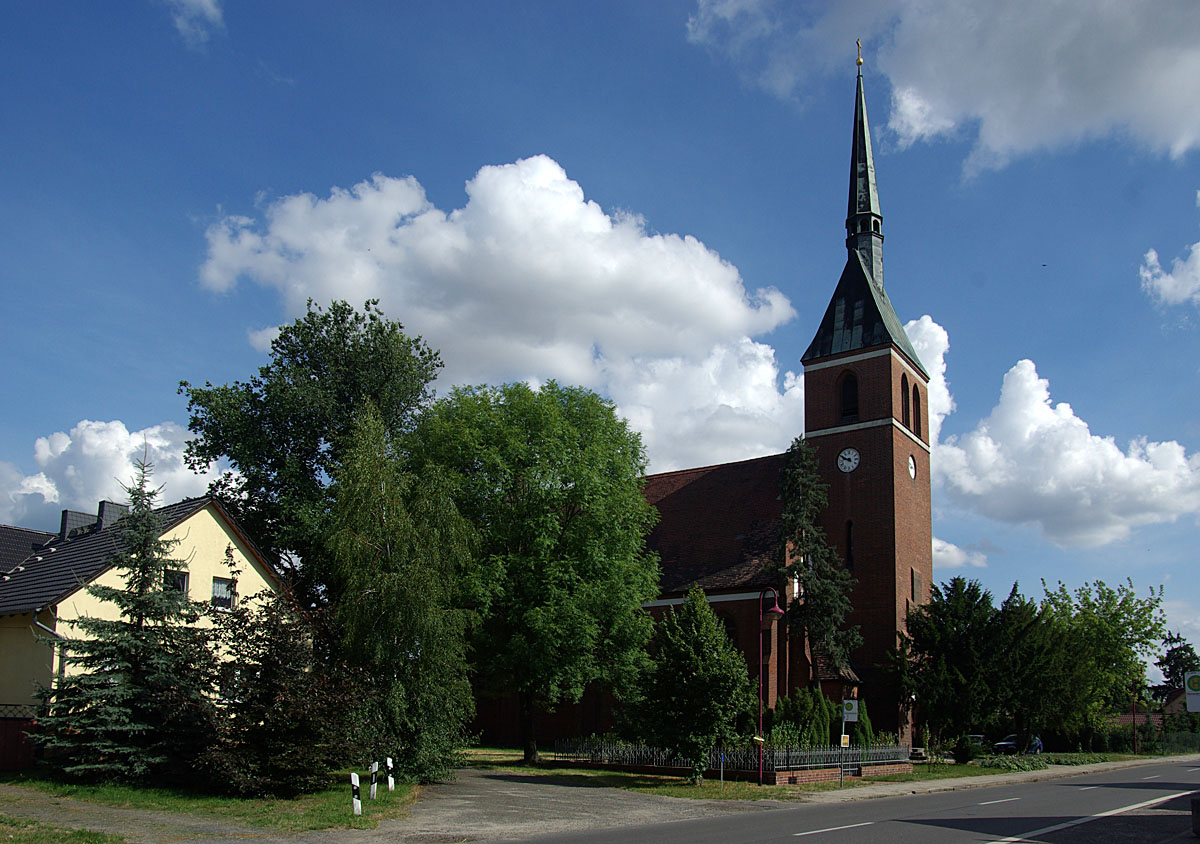
Dorfkirche Heinersbrück (2010)

Die Dorfkirche Heinersbrück ist das Kirchengebäude in Heinersbrück im Landkreis Spree-Neiße im Südosten des Landes Brandenburg. Es gehört der Kirchengemeinde Jänschwalde im Kirchenkreis Cottbus der Evangelischen Kirche Berlin-Brandenburg-schlesische Oberlausitz. Die Kirche steht unter Denkmalschutz.

## Architektur und Geschichte
Im Jahr 1694 wurde in Heinersbrück eine Kirche erwähnt, in den Jahren 1739 und 1740 wurde eine Fachwerkkirche gebaut. Mit dem Bau der heutigen Kirche wurde im Frühjahr 1900 begonnen, geplant wurde der Bau von dem Cottbuser Stadtbaurat Robert Beutler. Das Richtfest wurde im November 1900 gefeiert, im folgenden Jahr wurde die Kirche fertig gestellt. Am 9. Oktober 1901 wurde die Heinersbrücker Dorfkirche geweiht. Gegen Ende des Zweiten Weltkrieges sollte der Kirchturm durch die Wehrmacht gesprengt werden, um keinen Zielpunkt für die Rote Armee darzustellen. Der Turm hielt der Detonation stand, allerdings wurde die Orgel dabei zerstört. In den 1950er Jahren wurde der Durchgang vom Turm in das Kirchenschiff mit einem Kriegerdenkmal zugesetzt, der Eingang wurde dafür nach links versetzt. Ebenfalls zu dieser Zeit wurde der Bereich unter der Westempore durch eine Holz-Glas-Wand abgetrennt und seitdem als Winterkirche genutzt. Zwischen 1985 und 1993 wurde die Kirche umfassend saniert, unter anderem wurden die Fenster erneuert.
Die Kirche ist eine zweischiffige Hallenkirche im neugotischen Stil mit eingezogenem rechteckigen Altarraum und einem hohen quadratischen Westturm. Das Mauerwerk besteht aus rotem Backstein auf einem Feldsteinsockel. Der Turm wird zu beiden Seiten von kleinen Treppentürmchen flankiert. An der Nord- und Südseite des Altarraums sind Räume für die Sakristei und weitere Nebenräume angebaut. Die Fassade ist mit Strebepfeilern besetzt, das Kirchenschiff hat spitzbogige Fenster. Abgeschlossen wird die Fassade durch ein Putzband und ein darüber liegendes abgestuftes Gesims. Der Giebel der Westwand ist mit spitzbogigen Blenden versehen, der Turm hat ein Spitzbogenportal mit mehrfach abgestuften Gewänden aus Formsteinen und einem darüber liegenden Rundfenster. Die zweiflügelige Eingangstür ist segmentbogig, in dem Giebelfeld über der Eingangstür befindet sich eine Rundblende. Der Turm hat spitzbogige Schallöffnungen mit hohem Walmdach und einen Dachreiter mit Laterne und hohem Spitzhelm.
Die Innen vierjochige Halle ist kreuzgratgewölbt, das Gewölbe endet auf gelben Sandsteinkonsolen. Der Bodenbelag besteht aus roten Sandsteinplatten. Zwischen dem Kirchenschiff und dem Altarraum liegt ein abgestufter Gurtbogen. An der Westwand steht eine Holzempore mit der darunter liegenden Winterkirche.

## Ausstattung
Der größte Teil der Ausstattung ist bauzeitlich. Der Altar ist gemauert und hat einen hölzernen Aufsatz und einem Dreiecksgiebel mit seitlichen Fialen. Die hölzerne Kanzel hat einen polygonalen Korb auf einer achteckigen Säule mit großem Schalldeckel; das Taufbecken ist aus Sandstein. Die Glocke wurde nach dem Zweiten Weltkrieg aus einer älteren Glocke von 1797 umgegossen.
Die ursprüngliche Orgel der Dorfkirche Heinersbrück wurde von Gustav Heinze in Sorau gebaut und wurde bei der missglückten Sprengung des Kirchturms im Zweiten Weltkrieg zerstört. Seit 1999 befindet sich in der Kirche eine Orgel, die 1939 von der Firma G. F. Steinmeyer & Co. als Hausorgel für den Berliner Großbäcker Erich Dahm gebaut und von dessen Erben gestiftet wurde.

## Kirchengemeinde
Heinersbrück war lange Zeit eine Filialkirche der Kirchengemeinde Groß Lieskow. Bis ins späte 19. Jahrhundert war Heinersbrück ein überwiegend sorbischsprachiges Dorf, laut der Statistik über die Sorben in der Lausitz von Arnošt Muka aus dem Jahr 1884 waren von den 632 Einwohnern in Heinersbrück 624 Sorben und nur acht Deutsche. Damals wurde in Heinersbrück an jedem Sonntag auf Sorbisch und an jedem dritten Sonntag auch auf Deutsch gepredigt. Bis mindestens 1933 fanden sorbischsprachige Gottesdienste in Heinersbrück statt. 1984 wurde Heinersbrück eine eigenständige Kirchengemeinde, nachdem Groß Lieskow für den Braunkohletagebau Cottbus-Nord devastiert wurde. Die Dörfer Bärenbrück und Grötsch wurden daraufhin nach Heinersbrück umgepfarrt. Seit 1987 werden ab und zu wieder Gottesdienste in niedersorbischer Sprache gehalten. Im Juni 2021 fand der Sorbische Evangelische Kirchentag in Heinersbrück statt.
Am 1. Januar 2024 schlossen sich die Kirchengemeinden Drewitz, Heinersbrück, Jänschwalde und Tauer zur Kirchengemeinde Jänschwalde zusammen, deren Einzugsbereich dem vorherigen Pfarrsprengel Jänschwalde entspricht.